# It’s My Life (пісня Dr. Alban)
«It's My Life» (укр. «Це моє життя») — сингл шведського музиканта нігерійського походження Dr. Alban з альбому One Love.
Композиція, яка вийшла 1992 року, стала хітом у багатьох європейських країнах, зайнявши перші рядки чартів у Швеції, Австрії, Німеччині, Італії, Нідерландах, Бельгії, а також другу позицію у Великій Британії. У Франції пісня підкорювала чарт двічі: в 1992 році та в 1993, після появи в рекламі жіночих гігієнічних засобів.
У 2013 і 2014 роках ремікс «it's My Life» був використаний в німецькому телевізійному серіалі «Köln 50667» і подарував пісні друге життя в чартах Німеччини.
Пісня також звучить у фільмі «Гра зі смертю».

## Список композицій
| Швеція | Швеція                          | Швеція     |
| #      | Назва                           | Тривалість |
| ------ | ------------------------------- | ---------- |
| 1.     | «It's My Life» (Radio Edit)     | 4:00       |
| 2.     | «It's My Life» (Extended)       | 7:43       |
| 3.     | «It's My Life» (Extended Radio) | 7:03       |
| 18:46  |                                 |            |

## Чарти
| Країна     | Чарт                                          | Позиція |
| ---------- | --------------------------------------------- | ------- |
| Австралія  | ARIA Charts                                   | 43      |
| Німеччина  | Media Control Charts                          | 1       |
| Нідерланди | Mega Top 100                                  | 1       |
| Франція    | Syndicat National de l Édition Phonographique | 13      |
| Швейцарія  | Schweizer Hitparade                           | 2       |
| Швеція     | Sverigetopplistan                             | 1       |

## Сертифікації
| Дата | Країна    | Значення | Всього продано |
| ---- | --------- | -------- | -------------- |
| 1993 | Австрія   | платина  | 30 000         |
| 1992 | Німеччина | платина  | 500 000        |
| 1993 | Франція   | серебро  | 125 000        |